# Goździk siny

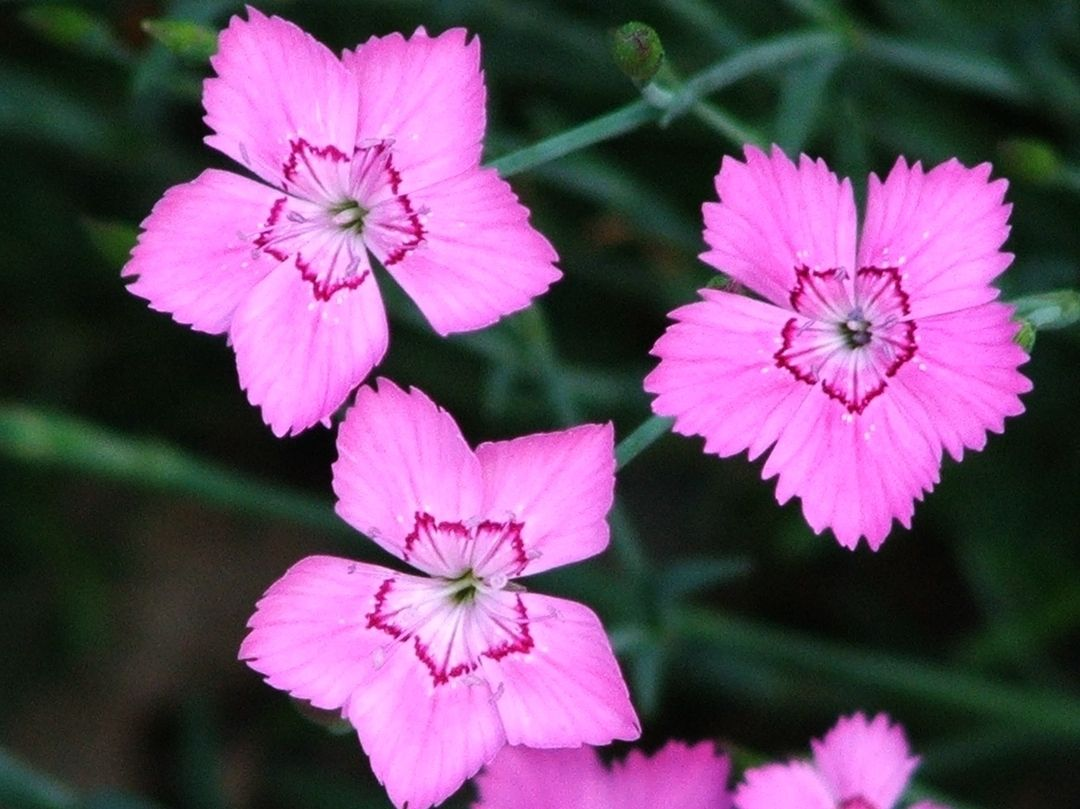
Odm. ogrodowa

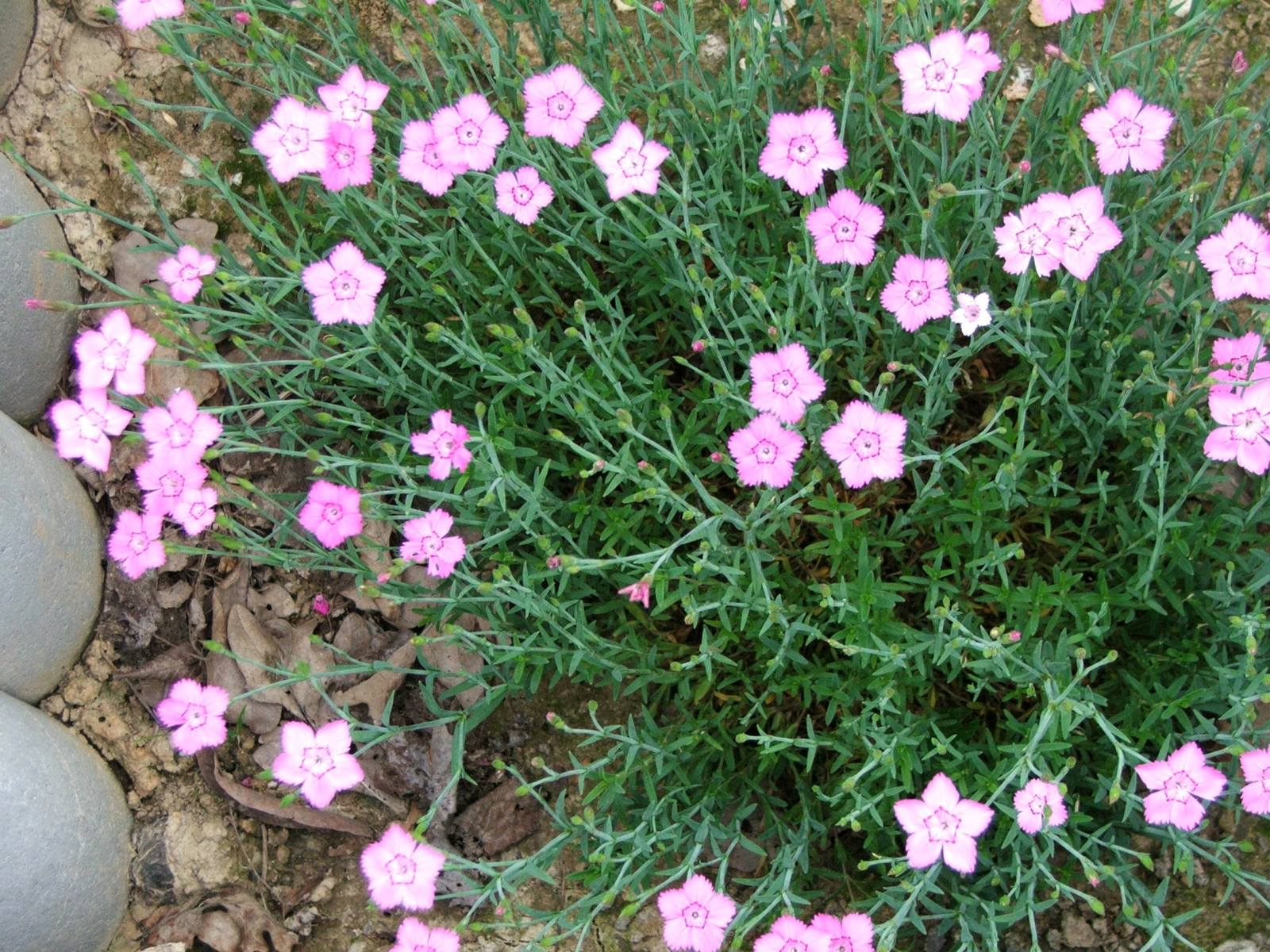
Odm. ogrodowa

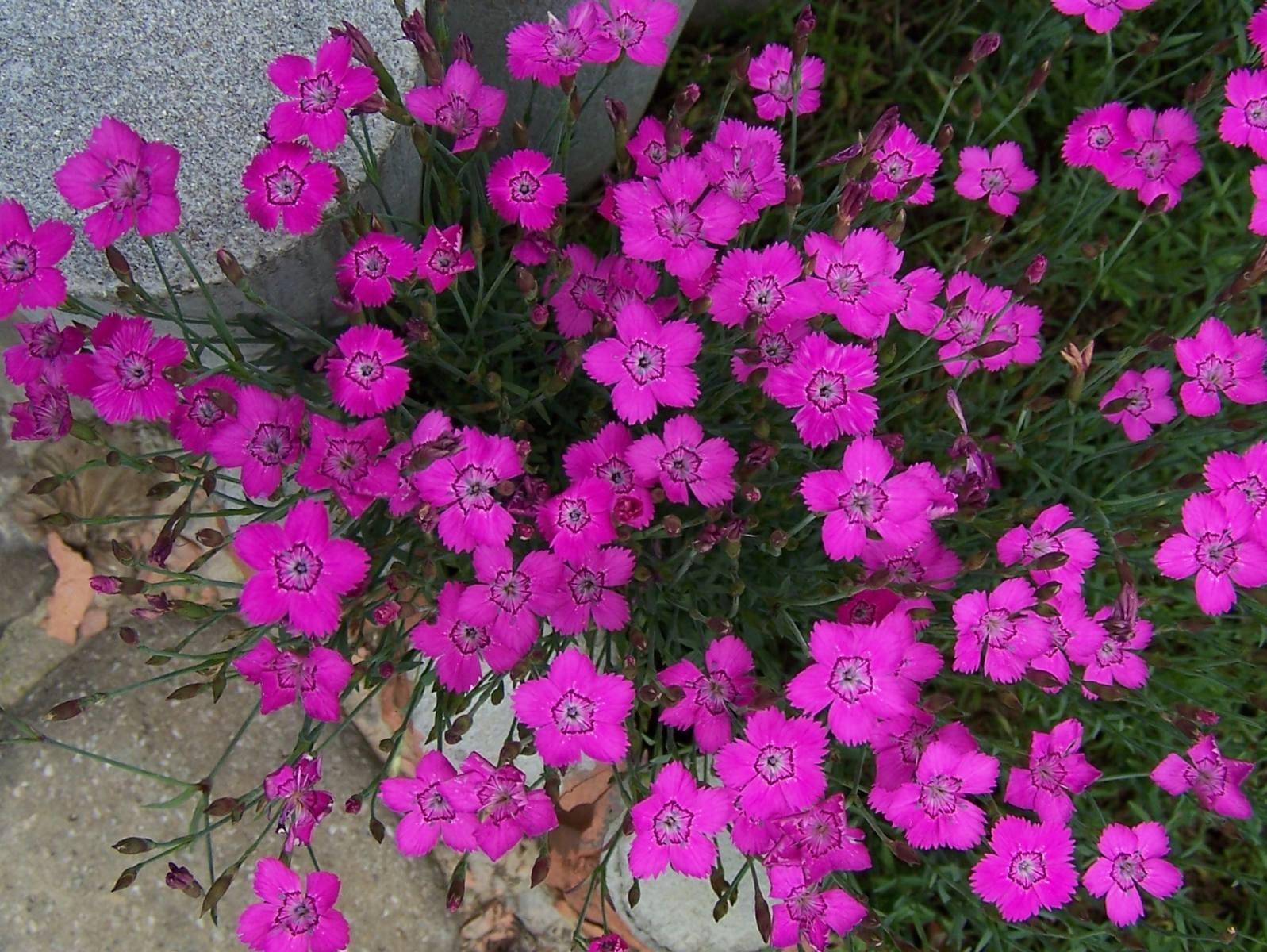
Odm. ogrodowa

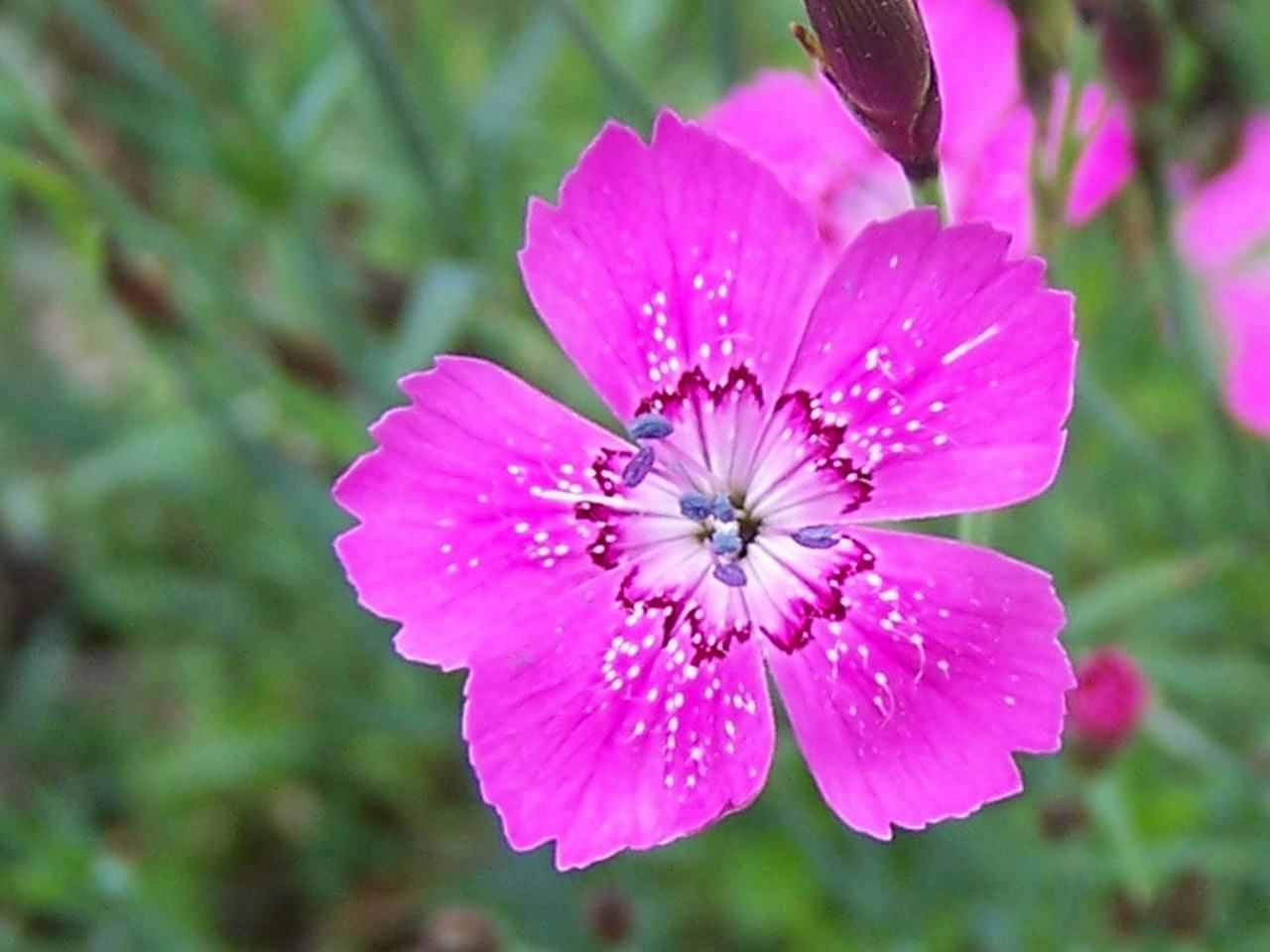
Odm. ogrodowa

Goździk siny (Dianthus gratianopolitanus Vill.) – gatunek rośliny należący do rodziny goździkowatych. W Polsce jest uprawiany jako roślina ozdobna, ale występuje także w naturalnym środowisku.

## Rozmieszczenie geograficzne
Pochodzi ze środkowej i zachodniej Europy. W Polsce występuje głównie w południowo-zachodniej części kraju, na niżu, jako rodzimy gatunek krajowej flory. Jest u nas gatunkiem rzadkim. Występuje na nielicznych tylko stanowiskach na Śląsku, na Wyżynie Wielkopolskiej i w Wielkopolsce. Przez Polskę przebiega północna i wschodnia granica jego zasięgu.

## Morfologia
PokrójBylina tworząca luźne darnie. Cała roślina ma charakterystyczne sine zabarwienie, od którego pochodzi gatunkowa nazwa rośliny.
ŁodygaWzniesiona, prosta i przeważnie nie rozgałęziająca się. Ma wysokość 10–25 cm, posiada kolanka, jest naga i pokryta woskiem.
KłączePosiada gęsto rozgałęziające się, cienkie kłącze, za pomocą którego roślina stopniowo rozkrzewia się.
LiścieUlistnienie naprzeciwległe, liście równowąskie, ostro zakończone, 3–5 nerwowe. Mają szerokość do 2 mm i podobnie jak łodyga siny kolor i również są delikatnie woskowane.
KwiatyZazwyczaj na szczycie łodygi występuje pojedynczy kwiat o średnicy 1,5–3 cm u dziko rosnącego gatunku i do 5 cm u odmian ogrodowych. Silnie i przyjemnie pachnie. Pod kielichem występują łuski podkielichowe 2–4 razy krótsze od kielicha. 5 różowych płatków korony, które w gardzieli są nieco brodate, zaś na zewnętrznym końcu są ząbkowane co najwyżej do ¼ długości płatka. U typowego gatunku dziko rosnącego kwiaty mają jasnoróżowy kolor, u odmian ogrodowych kwiaty mają kolor od białego do czerwonego.
OwocTorebka otwierająca się 4-ząbkami.

## Biologia i ekologia
Bylina, chamefit. Siedlisko: skaliste lub piaszczyste miejsca, suche zbocza, świetliste lasy. W klasyfikacji zbiorowisk roślinnych gatunek charakterystyczny dla All. Seslerio-Festucion duriusculae. Kwitnie od maja do czerwca. Kwiaty przedprątne, zapylane przez owady.

## Zagrożenia i ochrona
Roślina objęta w Polsce ścisłą ochroną gatunkową. Zagrożony jest z powodu rzadkiego występowania, a także wskutek niszczenia jego siedlisk. Na poszczególnych stanowiskach występuje zwykle w niedużej ilości (po kilkanaście osobników).
Kategorie zagrożenia gatunku:
- Kategoria zagrożenia w Polsce według Czerwonej listy roślin i grzybów Polski (2006)[6]: E (wymierający, krytycznie zagrożony); 2016: EN (zagrożony)[7].
- Kategoria zagrożenia w Polsce według Polskiej Czerwonej Księgi Roślin (2001): VU (vulnerable, narażony); 2014: EN (zagrożony)[8].

## Zastosowanie i uprawa
- Zastosowanie : dzięki swoim pięknym i pachnącym kwiatom jest często uprawiany jako roślina ozdobna. Ale nawet wtedy, gdy nie kwitnie jest rośliną ozdobną, gdyż jego sinozielony kolor dobrze prezentuje się na tle innych roślin. Tworzy gęste poduszki pędów, z tego też względu może być uprawiany jako roślina okrywowa, dobrze też nadaje się do ogródków skalnych. Istnieją odmiany o kwiatach białych i w różnych odcieniach koloru różowego i czerwonego, jak również odmiany z kwiatami pełnymi. Istnieją też mieszańce z goździkiem postrzępionym[9].
- Sposób uprawy: rozmnażany jest przez podział kłącza oraz przez nasiona[10]. Wymaga przepuszczalnej gleby, słonecznego stanowiska[10]. Źle znosi suszę, wymaga też częstego plewienia, gdyż łatwo zarasta chwastami. Szczególnie groźny jest perz, gdyż trudno go mechanicznie usunąć tak, by nie uszkodzić korzeni i kłączy goździka.